# Pannonhalmi alapító oklevél

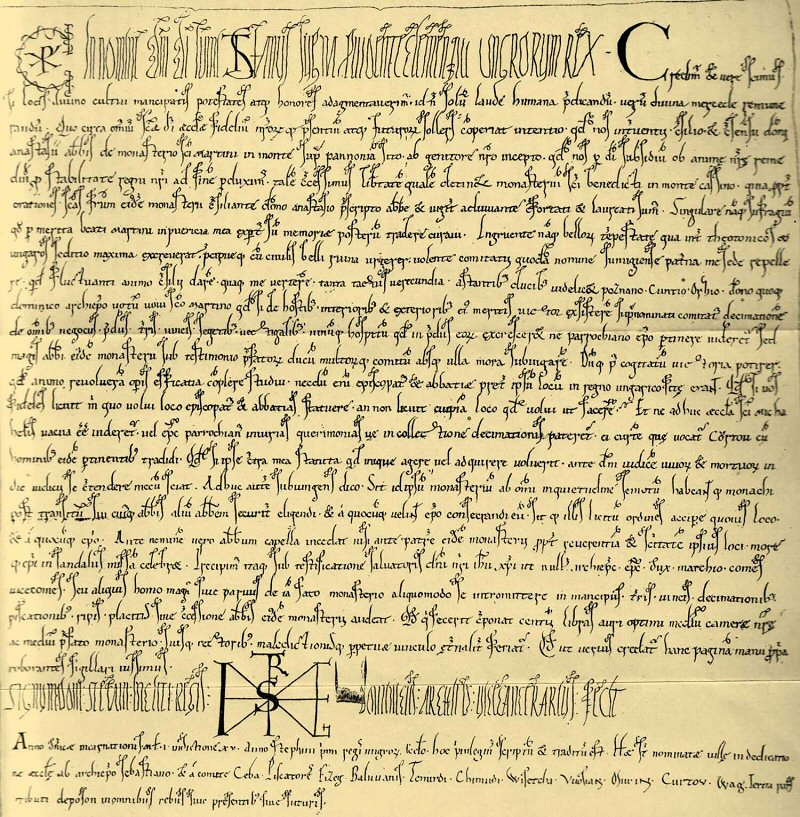
A pannonhalmi alapító oklevél

A pannonhalmi alapító oklevél egy kiváltságlevél, melyet I. Domonkos érsek, mint alkancellár (vicecancellarius) készített 1001-ben vagy 1002-ben. Legkorábbi fennmaradt példánya a 13. század elején készült (1209-1212 között). Szent István oklevélbe foglalta a Pannonhalmi Bencés Főapátság részére adott somogyi tizedeket, az apátnak és az apátságnak Monte Cassino bencés monostorával azonos kiváltságait, valamint a templom felszentelésekor a monostorhoz tartozó falvakat és a pozsonyi vám harmadrészét.

## Tartalma
I. István pannonhalmi alapító oklevele egy belháborúról ad hírt:
Mikor kitört a háborúk vihara, amelyben a németek és a magyarok között igen nagy zendülés támadt, főként amidőn belháború romlása szorongatott, minthogy egy bizonyos, Somogy nevű ispánság atyai székemből el akart engem űzni – ugyan milyen tanácsot adhattam volna háborgó lelkemnek, s oly nagy felindulásom közepette ugyan hová fordulhattam volna –, a vezérek, ti. Pázmány, Hont, Orci és Domonkos érsek úr jelenlétében fogadalmat tettem Szent Mártonnak: ha az ő érdemei révén a belső és külső ellenségek felett diadalmaskodni fogok, akkor a fent nevezett ispánság dézsmája minden dolog, birtok, föld, szőlő, vetés, adó után s a vendégek bora után, amely birtokaikon terem, ne a megyés püspököt illesse, meg, hanem azt – a mondott vezérek és sok ispán tanúskodása mellett – haladéktalanul e monostor apátjának vetem alá. Mivel pedig szándékomnak megfelelően győzelmet arattam, hathatós cselekedettel teljesíteni igyekeztem azt, amit lelkemben megfontoltam.

## Vitatott kérdések
A kutatás még nem tudta eldönteni, hogy kiváltságlevélről vagy alapító oklevélről van szó ez esetben. Csóka J. Lajos bencés szerzetes szerint a ma meglevő pannonhalmi alapítólevelet minden bizonnyal 1102-ben készíthette — Hartvik győri bencés püspök irányításával, Szent István kisebb és Szent Gellért kisebb legendája szerzőjének közreműködésével — Péter pannonhalmi apát. A források szerint ( „A boldog emlékezetű kegyes István király rendelkezését ezen kiváltságlevelünkkel megerősítjük") 1102. december 8-án II. Paszkál pápa Péter pannonhalmi apát kérésére Szent István oklevelére való hivatkozással megerősíti a pannonhalmi apátságot birtokaiban és kiváltságaiban.
A pannonhalmi alapítólevél kiadásának körülményei máig vitatottak. A jelenleg legelfogadottabb tudományos álláspont szerint az oklevél Koppány 997-es lázadásáról számol be.
Érdekesség, hogy az oklevél a „királyi többes” (többes szám 1. személy) helyett egyes szám 1. személyben íródott.